# کرایست‌چرچ، دورست
کرایست‌چرچ، دورست (به انگلیسی: Christchurch, Dorset) یک شهرک در بریتانیا است که در دورست (انگلستان) واقع شده‌است.

## خصوصیات
کرایست‌چرچ ۵۰٫۴ کیلومترمربع مساحت و ۵۴٬۲۱۰ نفر جمعیت دارد.

## خواهرخوانده
شهرهای تاتابانیا، آلن، سن-گیزلن، کرایست‌چورچ، دورست و سن-لو خواهرخوانده‌های چریستچورچ، دورست هستند.